# Жадобін Юрій Вікторович
Юрій Вікторович Жадобін (біл. Юрый Віктаравіч Жадобін; нар. 14 листопада 1954, Дніпропетровськ, УРСР, СРСР) — білоруський військовий і державний діяч, генерал-лейтенант (2009). Голова Комітету державної безпеки (2007—2008), держсекретар Ради безпеки Республіки Білорусь (2008—2009), міністр оборони Республіки Білорусь (2009—2014).

## Біографія
Народився 14 листопада 1954 року в Дніпропетровську. У Збройних Силах з 1972 року.
У 1976 році закінчив Казанське вище танкове командне училище, у 1985 році — командний факультет Військової академії бронетанкових військ.
З 1976 року по 1990 рік проходив службу на командних посадах у Збройних силах СРСР, пройшов шлях від командира танкового взводу до командира полку.
З 1990 року по 1999 рік обіймав керівні посади в системі цивільної оборони Білорусії та у Внутрішніх військах МВС Білорусі.
У 1999 році призначений на посаду заступника Міністра внутрішніх справ — Командувача внутрішніми військами.
З вересня 2003 року керував Службою безпеки Президента Республіки Білорусь.
17 липня 2007 року призначений головою КДБ Республіки Білорусь. 15 липня 2008 року призначений Державним секретарем Ради безпеки.
4 грудня 2009 року призначений міністром оборони Республіки Білорусь. 2 липня 2009 року присвоєно військове звання генерал-лейтенант.
25 листопада 2014 року звільнений з військової служби в запас за віком з правом носіння військової форми одягу і знаків розрізнення.

## Родина
- Дружина — Лариса Олександрівна, лікар, працювала старшим викладачем кафедри екології людини БГУ.
- Дочка — Олександра, капітан внутрішньої служби, старший юрисконсульт управління правового забезпечення МНС, одружена з колишнім начальником Мінського обласного управління МНС Максимом Шишкановим.
- Син — Віктор, полковник внутрішніх військ, командир 6-ї окремої спеціальної міліцейської бригади внутрішніх військ МВС Республіки Білорусь.

## Нагороди
- Орден святителя Кирила, єпископа Туровського, I ступеня (20 листопада 2014 року)[4]
- Орден Вітчизни III ступеня (11 січня 2014 року) — за зразкове виконання військового обов'язку, службових обов'язків, високий професіоналізм та зміцнення обороноздатності республіки[5]
- Орден «За службу Батьківщині» III ступеня
- Орден Дружби (28 липня 2012 року, Росія) — за заслуги у зміцненні бойової співдружності між Російською Федерацією і Республікою Білорусь.
- Орден Червоної Зірки
- Медаль «За бездоганну службу» I ступеня
- 29 медалей